# Vanessa Rodríguez
Vanessa Rodríguez Vega conosciuta come Vanessa (Barakaldo, 29 novembre 1979) è un'ex calciatrice spagnola di ruolo difensore.

## Palmarès

### Competizioni nazionali
- Campionato spagnolo: 4

Athletic Bilbao: 2002-2003, 2003-2004, 2004-2005 e 2006-2007